# Frisella
La frisella (chiamata anche "frisa" , "fresella", "friseddhra" in salentino, "fresa" in calabrese) è una sorta di tarallo a forma di ciambella o in alcuni casi piatto, tipico della cucina calabrese, campana, lucana, pugliese e molisana. Si tratta di un prodotto gastronomico con farina di grano duro (oppure d'orzo) cotto al forno, tagliato a metà in senso orizzontale e fatto biscottare nuovamente in forno. Ne consegue che essa presenta una faccia porosa e una compatta. È importante distinguere tra la frisa e il pane: la frisa infatti non è un pane, in quanto è cotto due volte.

## Preparazione
L'impasto, ottenuto dalla lievitazione di farina di grano o orzo con acqua, sale e lievito, viene lavorato a mano per renderne omogenea la struttura e tagliato nella pezzatura desiderata secondo la tradizione locale e lavorato fino alla forma di una losanga. Con un preciso gesto si premono le quattro punte delle dita perfettamente allineate lungo l'asse della losanga determinando lungo l'asse principale una riduzione dello spessore, che agevolerà lo spacco successivo. La losanga ottenuta viene arrotolata su sé stessa in una breve forma a spirale con piccolo foro centrale e successivamente infornata a contatto con altri pezzi, in piccole palettate di sei-otto forme.
Dopo la prima cottura la singola forma, ancora calda, viene tagliata con un filo ("a strozzo") sul piano mediano orizzontale lasciando sulla faccia dello scorrimento dello spago la caratteristica superficie irregolare.
I due pezzi ottenuti, quello inferiore con il fondo piatto e quello superiore con il dorso curvo, si cuociono nuovamente in forno per eliminare l'umidità residua della pasta. La frisa viene conservata in contenitori di creta per preservarla dall'umidità e favorirne la conservazione. Le friselle di pezzatura maggiore, per effetto delle lavorazioni precedenti la cottura, all'atto della bagnatura (sponzatura) si dividono quasi naturalmente in due parti: quella superiore più morbida in corrispondenza della faccia dello spacco e quella del fondo più dura; è usanza servirle già nel piatto divise per facilitarne il condimento. Le friselle di pezzatura minore si bagnano e si condiscono intere. La pezzatura della singola frisella, in passato, corrispondeva alla porzione di pane necessaria al regime alimentare di un lavoratore addetto a lavori pesanti e spesso costituiva l'intero apporto calorico del pasto.
Prodotta principalmente in Puglia (dove viene chiamata friseddhra, fresella, frisa, friseddha, spaccatella o spaccatedd' nelle varie varianti pugliesi), la frisella è anche molto diffusa in Campania, dove prende il nome di fresella, in Basilicata chiamata fresa o frisedda e in Calabria con il nome di fresa.
Per gustarla si bagna in acqua fredda per un tempo che dipende dal gusto individuale e dalla consistenza della pasta cotta. Quindi si condisce, con pomodoro fresco, origano, sale e un filo d'olio extravergine d'oliva. Come variante si può strofinare uno spicchio di aglio sulla frisa prima di bagnarla, si può aggiungere del peperoncino, del cetriolo o del carosello (menunceddha, spureddhra).

## Storia
Le sue origini risalirebbero al X secolo a.C., consumata dai navigatori fenici come pane da viaggio, ammorbidito con acqua di mare e insaporito con olio d’oliva.
Prima del dopoguerra la frisella (o fresa) di farina di grano era riservata alle sole tavole benestanti e a poche altre occasioni celebrative. I ceti meno abbienti della popolazione consumavano friselle di farina di orzo o di miscele di orzo e grano.
La frisella può essere conservata per un periodo lungo e questo la rendeva una valida alternativa al pane, nei periodi in cui la farina era più scarsa. In Puglia è nota anche come il pane dei Crociati, giacché favorì li vettovagliamento e il viaggio delle truppe cristiane. Famosissima anche la variante che negli stessi anni si sviluppava in Calabria, la fresa. La tradizione venne mantenuta fino ai nostri giorni con la "Fresa cunzata", il classico piatto calabrese che combina pane croccante, pomodoro fresco e aromi mediterranei per un’autentica esperienza gastronomica estiva. Originario della tradizione contadina, questo piatto è l’emblema della cucina povera calabrese, che riesce a trasformare pochi ingredienti in una prelibatezza ricca di sapore. 
Similmente alla tradizione fenicia in passato in Puglia si usava bagnare le friselle direttamente in acqua di mare, e consumarle condite con il solo pomodoro fresco, premuto per fare uscire il succo.
La forma non è il risultato di una ricerca estetica o del caso, ma risponde a precise esigenze di trasporto e conservazione. Le friselle venivano infilate in una cordicella i cui terminali venivano annodati a formare una collana, che era facile appendere per un comodo trasporto e una più semplice conservazione all'asciutto. La frisella era infatti un pane da viaggio; da qui l'uso di bagnarla in acqua marina da parte dei pescatori, che la usavano anche come fondo per le zuppe di pesce o di cozze, alimenti abituali durante le battute di pesca che potevano durare anche parecchi giorni.
Nella tradizione salentina, comune ad altre tradizioni contadine, si procedeva con cadenza regolare alla panificazione, spesso in capientissimi forni a legna comuni o pubblici. Gli intervalli della panificazione potevano essere da bisettimanali a più che trimestrali, per cui il quantitativo di farina di una o più famiglie associate, poteva dare corpo a un impasto di 100–200 kg. Nella panificazione una quota limitata (20%) era costituita da pezzi di pane morbido da consumarsi nei primissimi giorni, in genere da tagliarsi a fette. Moltissime risultano le varianti del pane fresco spesso associate alla presenza nell'impasto di olive nere, zucca, cipolla, ecc. o a particolari lavorazioni (taralli, pirille, ecc.) per il consumo diretto senza particolari condimenti aggiunti. La quota maggiore dell'impasto di panificazione veniva riservato però alla produzione di friselle di più lunga conservazione rispetto al pane fresco tenero, consentendo intervalli di panificazione maggiori. In casa le friselle erano conservate in grossi orci di creta (quartieri o capasoni). La frisella, pertanto, non era un prodotto da forno ricercato ma un prodotto alimentare di base, spesso in contesti dove il consumo di pane fresco era impossibile o inopportuno. Nel Salento la tradizione della panificazione "secca" è tuttora conservata in pochissimi centri minori e famiglie, spesso associata alla coltivazione in proprio di grano. Attualmente la frisella è prodotta da forni commerciali in varie pezzature e venduta in confezioni imbustate nei supermercati di tutta Italia.
A Bari e circondario le friselle sono spesso preparate in casa pur essendo vendute nei negozi: inzuppate d'olio, acqua, sugo di pomodoro e un filo di vino quindi condite con carciofini e lampascioni sono una pietanza gradita ai buongustai. Tale specialità culinaria, servita pure in raffinati ristoranti, è definita in dialetto barese con il termine cialdèdd', italianizzato in cialdella, cialledda o anche cialda, da non confondere con l'omonima pasta di biscotti e coni da gelato.
A Napoli la frisella è la base della caponata, fatta con pomodoro a pezzetti, aglio, olio, origano e basilico su una frisella bagnata. Una versione più ricca è fatta con pomodoro (più frequentemente pomodorini) a pezzetti, olio extravergine d'oliva, aglio sminuzzato, origano, olive nere, olive bianche, tonno oppure alici sotto sale.